# Семеново (Арзамаський район)
Семеново (рос. Семёново) — село в Арзамаському районі Нижньогородської області Російської Федерації.
Населення становить 484 особи. Входить до складу муніципального утворення Слизневська сільрада.

## Історія
Від 2009 року входить до складу муніципального утворення Слизневська сільрада.

## Населення
| 1999 | 2002 | 2010 |
| ---- | ---- | ---- |
| 600  | ↘532 | ↘484 |